# Porco canastrão
Porco canastrão é uma raça de suídeo surgida no Brasil que já foi considerada a maior raça de porco do Brasil. Já teve grande importância econômica e alimentícia, porém atualmente é provável que esteja quase extinto por estar altamente mestiçado com outras raças, existindo poucos animais considerados puros, sendo muito difícil sua identificação e recuperação.

## História
Desde o descobrimento do Brasil, os portugueses trouxeram diversos porcos de diferentes tipos que foram deixados no país em diferentes regiões, no que tiveram que se adaptar e sobreviver, desenvolvendo-se por séculos, resultando nos animais atuais. Provavelmente é descendente de porcos bísaros portugueses, existindo a possibilidade de ter algum parentesco com o porco preto ibérico. Por conta da integração da agroindústria a partir de 1970, interessou-se em melhorar a suinocultura brasileira com a importação de porcos estrangeiros mais produtivos, prolíficos e de aptidão para carne, deste modo os porcos foram divididos em 3 tipos: carne, misto e banha. Com a valorização de raças do tipo carne, a grande maioria dos porcos nativos - a exemplo dos porcos pirapetinga, porco caruncho e porco canastra - perderam espaço por ser do tipo banha. O cruzamento das fêmeas canastrão com estas raças exóticas as usando em cruzamentos de absorção, aproveitando seu grande porte, é outro fator que colaborou para a quase extinção destes animais.

## Características e utilidades
Era um porco muito utilizado para produção de banha sendo, em 1950, a maior raça brasileira de porco que existia, machos poderiam chegar a 220 quilos e fêmeas a 200 quilos. Sua cor é preta, mas existia a variedade vermelha e com manchas brancas. São animais tardios, prolíficos e fêmeas com boa habilidade materna.
Com a grande controvérsia a respeito do uso de gordura animal ou de gordura vegetal e suas consequências para a saúde humana que dominou a literatura científica nas últimas décadas, com recentes estudos indicando que a banha de porco não é prejudicial como se supunha antigamente com algumas pesquisas apontando que os óleos vegetais tem características que são prejudiciais a saúde, o mercado de banha de porco vem crescendo novamente aos poucos e raças produtoras de banha podem voltar a ser economicamente viáveis e importantes.